# Камма, Маргарита Юлиусовна
Маргарита Юлиусовна Камма (1904 год, село Ермоловск, Сухумский округ, Российская империя — дата смерти неизвестна) — председатель колхоза имени Сталина Гагрского района Абхазской АССР, Грузинская ССР. Герой Социалистического Труда (1948).

## Биография
Родилась в 1904 году в крестьянской семье в селе Ермоловск Сухумского округа Кутаисской области.
В конце 1920-х годов вступила в сельхозартель (позднее — колхоз) имени Сталина Гагрского района. Трудилась рядовой колхозницей, звеньевой.
В 1947 году звено Маргариты Каммы вырастило в среднем по 71,06 центнера зерна кукурузы на участке площадью 3 гектара. Указом Президиума Верховного Совета СССР от 21 февраля 1948 года «за получение высоких урожаев кукурузы и табака в 1947 году» удостоен звания Героя Социалистического Труда с вручением ордена Ленина и золотой медали «Серп и Молот».
Этим же указом званием Героя Социалистического Труда были награждены председатель колхоза Самуил Антонович Рухая, табаководы Прокофий Николаевич Сванидзе и Нина Виссарионовна Хелая.
После выхода на пенсию проживала в посёлке Леселидзе (сегодня — Гячрыпш) Гагрского района.
Дата смерти не установлена.